# 特魯德內島
特魯德內島是俄羅斯的島嶼，屬於北地群島的一部分，位於十月革命島以西的拉普捷夫海，由克拉斯諾亞爾斯克邊疆區負責管轄，長1公里，最高點海拔高度43米，島上無人居住。